# حارشة شواكة
حارشة شواكة (الاسم العلمي: Psorophora ferox) هي نوع من الحشرات تتبع جنس الحارشة من فصيلة البعوضيات.